# Bogoljubovo
Bogoljubovo (Russo: Боголю́бово) è un insediamento urbano dell'Oblast' di Vladimir, Russia, situato a circa 10 km a nord-est di Vladimir.
Il villaggio fu costruito tra il 1158 e il 1165 per ordine del Principe Andrea Bogoljubskij nel luogo dove il fiume Nerl' sfocia nel Kljazma. Credenze popolari, supportate dal clero ortodosso locale, credono che Bogoljubovo fosse stata eretta nel punto dove ad Andrea comparve in visione la Vergine Maria.  Qui il Principe decise di stabilire la propria residenza e in questo luogo fu assassinato da una congiura di boiardi nel 1174. Dopo la sua morte fu costruito un convento. Nel 1177 il villaggio fu attaccato e saccheggiato dal Principe Gleb di Rjazan. Negli anni trenta del XIII secolo i Mongoli distrussero le fortificazioni, relegando l'insediamento ad un ruolo di secondo piano nella storia russa. Nel XVII secolo fu costruito un monastero che, ampliato nel XIX secolo, fu chiuso dopo la Rivoluzione del 1917 e in seguito riaperto nel 1992. Dal 1997 Bogoljubovo ospita due monasteri, uno maschile e uno femminile.

## Galleria d'immagini

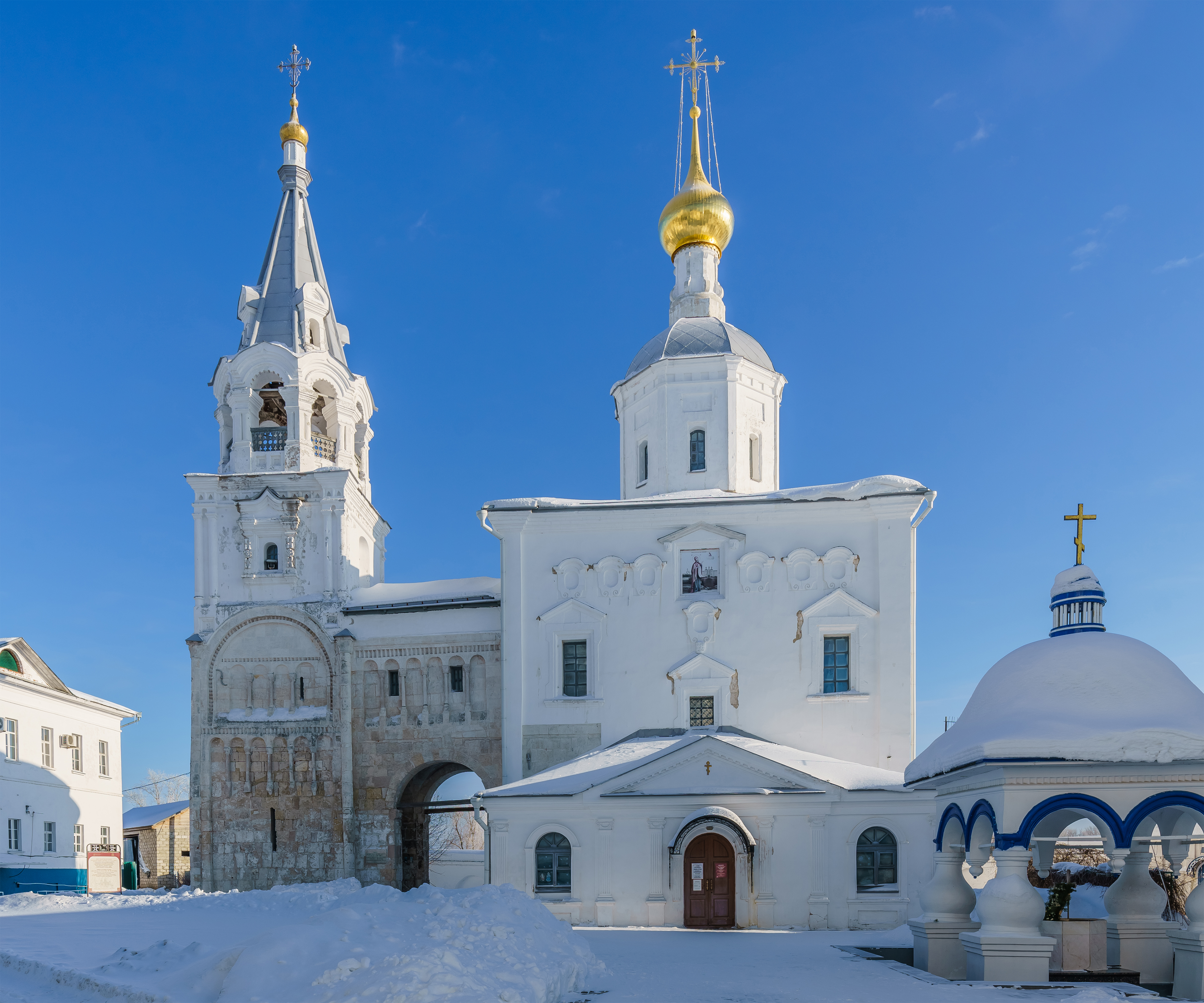
Chiesa della Natività della Vergine
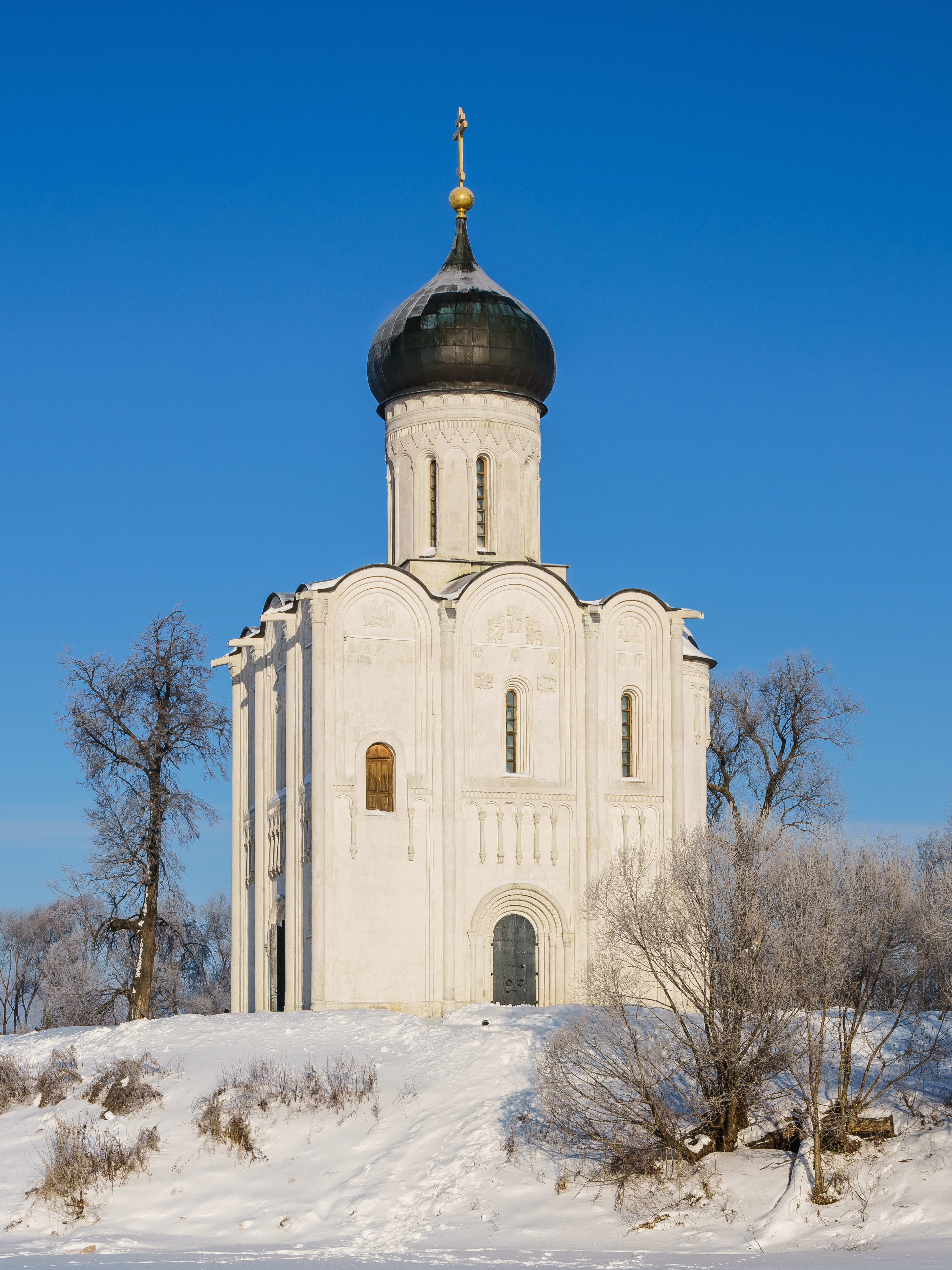
Chiesa dell'Intercessione sul Nerl'